# NGC 2337
NGC 2337 è una galassia nana irregolare di tipo magellanico (IBm) situata nella costellazione della Lince alla distanza di 20 milioni di anni luce dalla Terra. Ha un diametro di circa 20.000 anni luce.
Sono presenti segni di attività di formazione stellare probabilmente a causa di passate interazioni gravitazionali con altre galassie.
È stata scoperta il 17 gennaio 1877 dall'astronomo francese Édouard Stephan.